# The Border Legion (film, 1918)

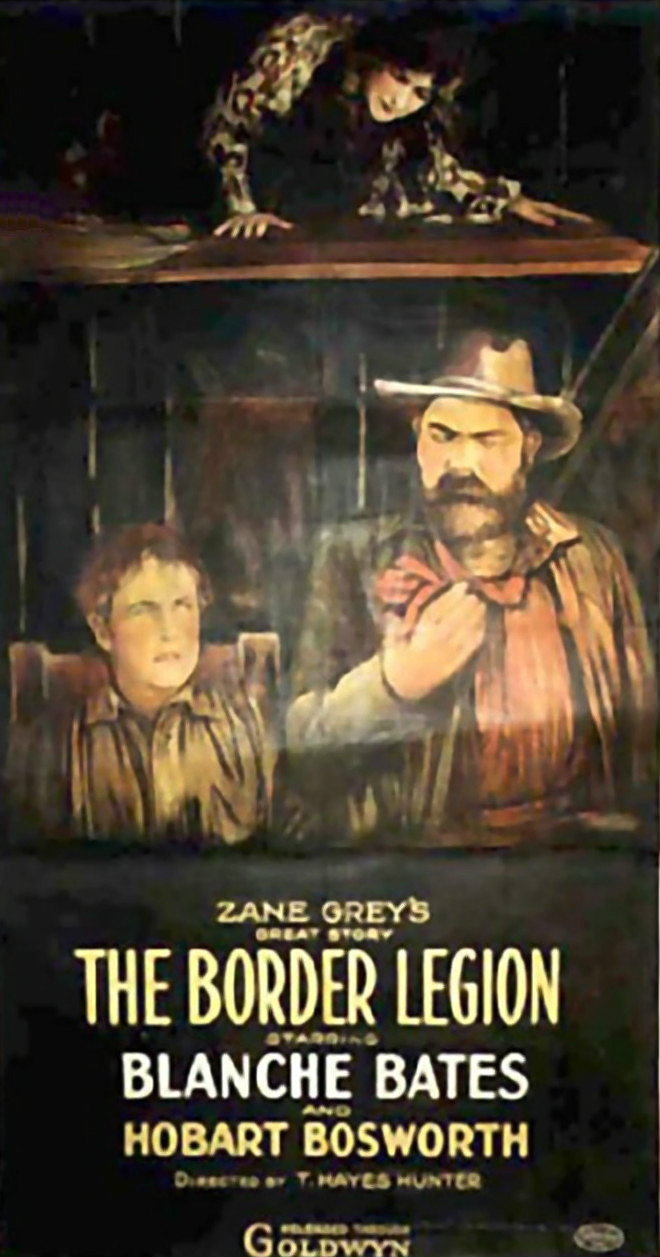
Affiche du film

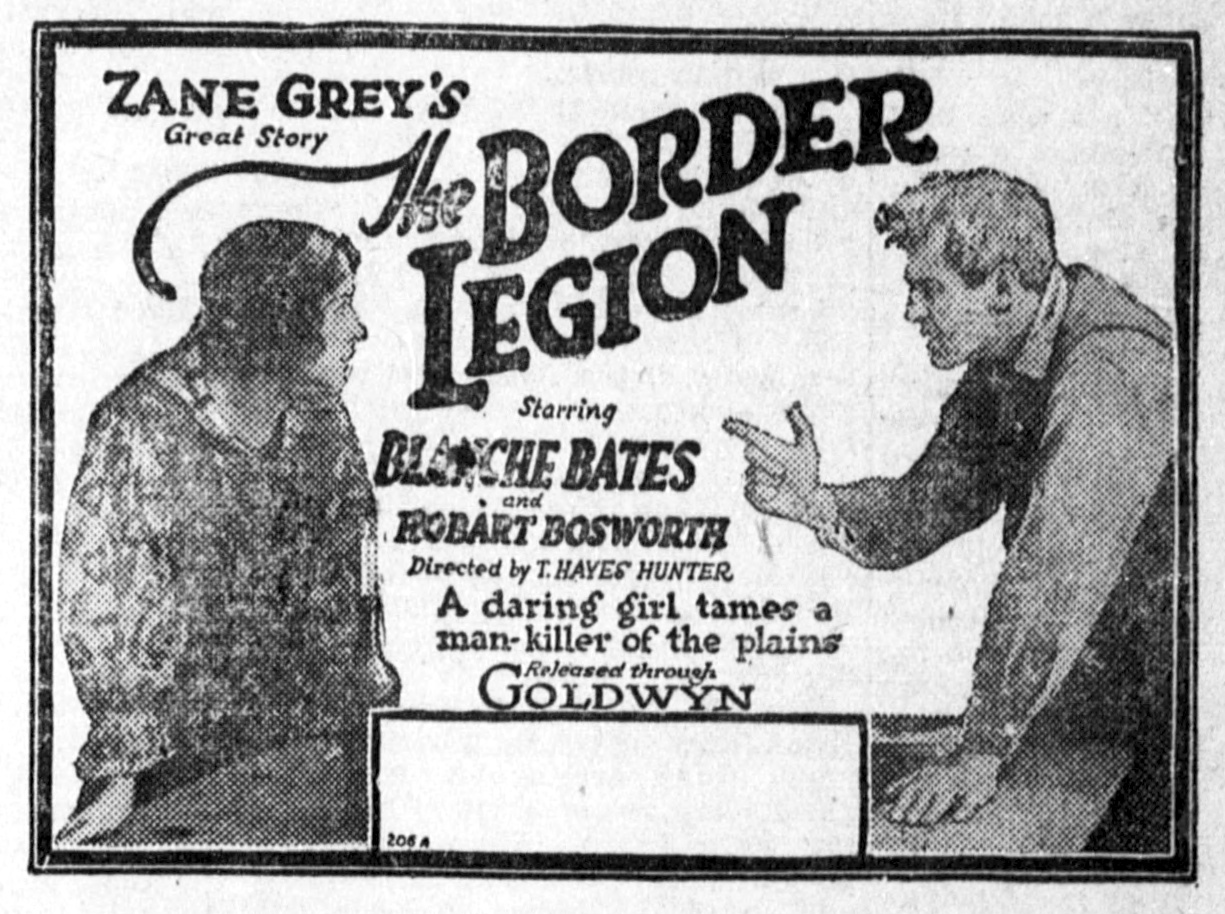
Publicité pour le film dans un journal

Pour les articles homonymes, voir The Border Legion.
The Border Legion est un film américain réalisé par T. Hayes Hunter, sorti en 1918.

## Fiche technique
- Réalisation : T. Hayes Hunter
- Scénario : Victor de Viliers, Lawrence Marston
- Producteur : Samuel Goldwyn
- Photographie : Abe Scholtz
- Montage : Alex Troffey
- Durée : 50 minutes (5 bobines)[1]
- Date de sortie : 28 août 1918

## Distribution
- Blanche Bates : Joan Randall
- Hobart Bosworth : Jack Kells
- Eugene Strong : Jim Cleve
- Kewpie Morgan : Gorilla Gulden
- Russell Simpson : Overland Bradley
- Arthur Morrison : Sheriff Roberts
- Bull Montana : Red Pierce
- Richard Souzade : Bate Wood
- Kate Elmore : Mrs. Wood

## Galerie

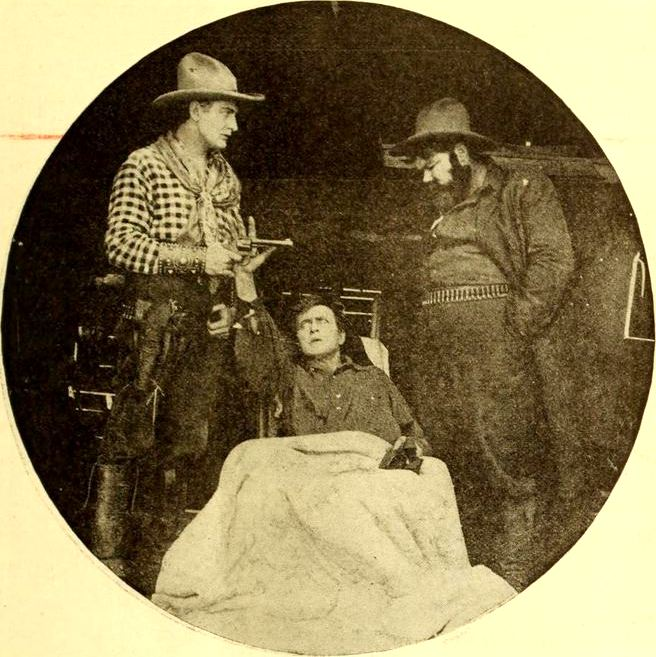
Hobart Bosworth, Eugene Strong et Kewpie Morgan dans une scène du film
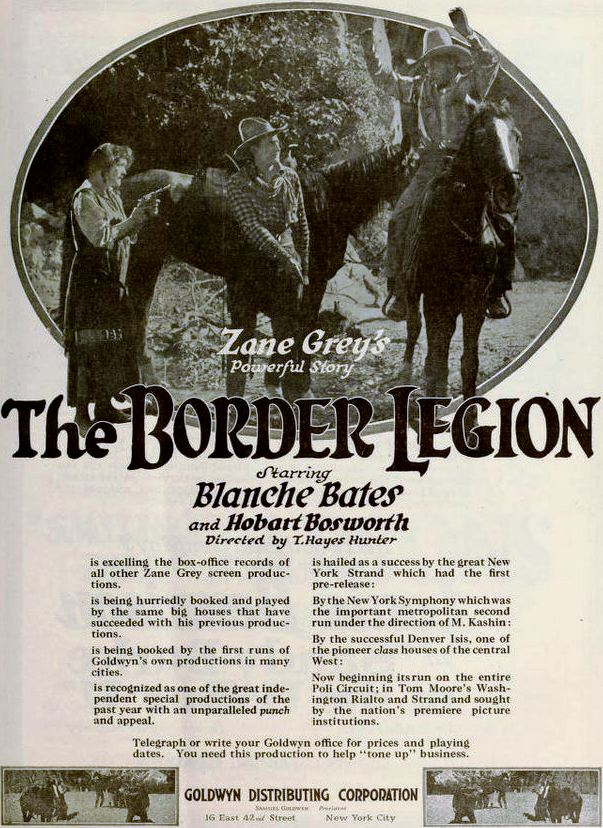
Publicité pour Border Legion dans Moving Picture World.
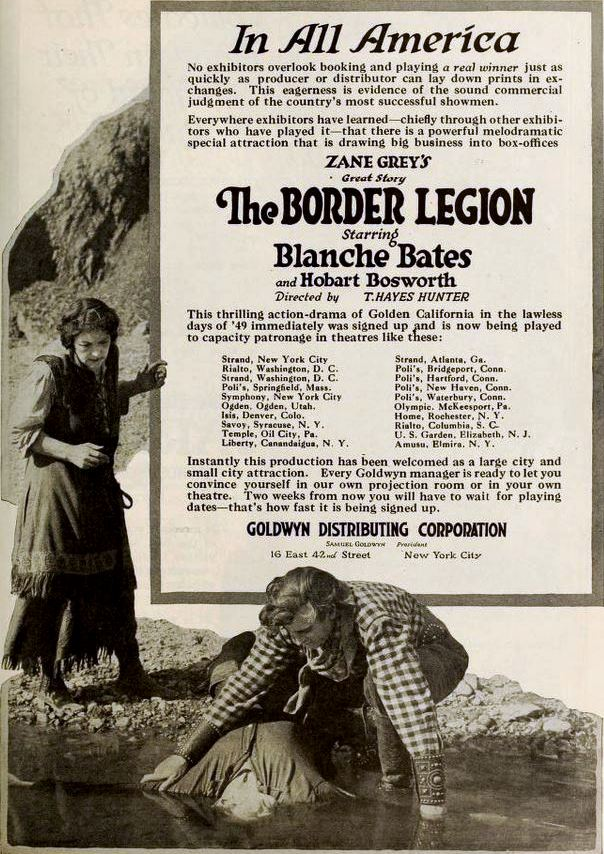
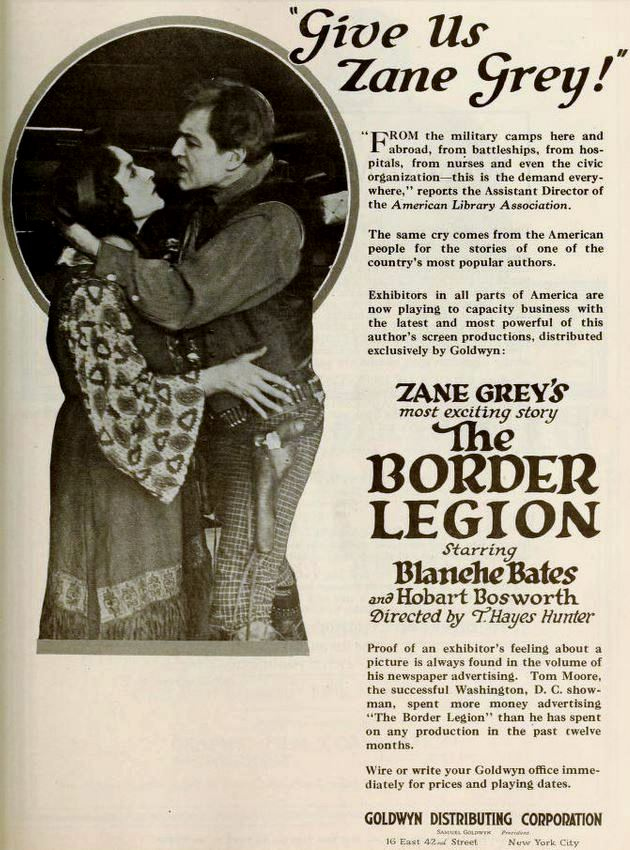